# Округ Ринголд (Ајова)
Округ Ринголд (енгл. Ringgold County) је округ у америчкој савезној држави Ајова.

## Демографија
По попису из 2010. године број становника је 5.131, што је 338 (-6,2%) становника мање 2000. године.
| Група             | 2000.         | 2010.         |
| Белци             | 5.406 (98,8%) | 4.966 (96,8%) |
| Афроамериканци    | 6 (0,1%)      | 17 (0,3%)     |
| Азијати           | 9 (0,2%)      | 16 (0,3%)     |
| Хиспаноамериканци | 13 (0,2%)     | 91 (1,8%)     |
| Укупно            | 5.469         | 5.131         |